# 政府机构
政府機關（英語：Government agency）泛指中央及地方政府的全部立法、行政、司法、官僚机关。狭义則仅指中央及地方的行政、官僚机关，亦即依照国家法律设立并在該國範圍內享有行政权力、担负行政管理职能的机构。政府机构有各种各样的类型。虽然政府机构職能各異，但通常与政府所建立的其他类型的公共机构不同。